# Лопес Альбухар, Энрике
Энрике Лопес Альбухар (исп. Enrique López Albújar; 23 ноября 1872, Чиклайо, Перу — 6 марта 1966 , Лима , Перу) — перуанский писатель
и поэт. Один из основателей индихенизма в перуанской литературе XX века, предложивший новейший натурализм, включавший также и психологические соображения. Его считают первым писателем, сформировавшим правдоподобный образ перуанского индейца.

## Биография
До 1917 года изучал право в Университете Сан-Маркос в Лиме. Одновременно занимался политикой и журналистикой, сочинял прозу и стихи против господствующего в политике 1890-х годов милитаризма. Вместе с поэтом Хосе Сантосом Чокано и Мариано Корнехо Сентено редактировал еженедельник La Cachiporra, сотрудничал с La Tunda, где опубликовал несколько стихов против генерала Касереса, что привело к суду, на котором он был оправдан к радости публики.
В 1917—1923 годах работал провинциальным судьёй, учительствовал, преподавал историю в колледже г. Пьюра, сотрудничал с прессой. За пропаганду демократических и анархических взглядов отбывал наказание в тюрьме.

## Творчество
Дебютировал в литературе как поэт-модернист. Известность ему принесли сборники прозы «Андские рассказы» («Cuentos andinos», 1924) и «Новые андские рассказы» («Nuevos cuentos andinos», 1937), в которых автор стремился без предубеждений описать жизнь индейцев и разобраться в их психологии. Индейская тематика характерна для его автобиографического романа «Мой дом» («De mi casona», 1924); романа «Маталаче» («Matalaché», 1928), в духе натурализма повествующего о драматической судьбе влюблённых — креолки и раба в Перу в XVIII веке, романа «Колдовство Томайкичуа» («El hechizo de Tomayquichu», 1934) и др.

## Избранные произведения
- «Милосердие сеньоры Тордоя» (1955)
- Сборники стихов
  - «О суровой земле» (1938)
  - «Обещанная лампа» (1964)
- Calderonadas (1929), литературный сборник.
- Los caballeros del delito (1936), исследование перуанской криминальной социологии.
- Воспоминания (Memorias, 1963).